# Trolejbusy w Rijece
Trolejbusy w Rijece – system transportu trolejbusowego działający w latach 1951–1969 w Rijece, stolicy żupanii primorsko-gorskiej w ówczesnej Jugosławii (dziś Chorwacja). Operatorem było istniejące do dziś przedsiębiorstwo komunikacyjne Autotrolej. Był to jeden z dwóch systemów trolejbusowych w Socjalistycznej Republiki Chorwacji.

## Historia
W latach 50. XX wieku rozpoczęto dyskusje na temat wprowadzenia w Rijece trolejbusów, które jawiły się jako szybsze i nowocześniejsze od przestarzałych tramwajów. Komisja ds. Transportu Miejskiego Komitetu Ludowego uzyskała zgodę na wprowadzenie trolejbusów w Rijece i zakupiła włoskie trolejbusy marki FIAT. 24 października 1951 r. odbyła się jazda próbna na linii łączącej dworzec kolejowy z hutą ołowiu Plumbum, a trzy dni później odbyło się uroczyste otwarcie systemu na pl. Tito. Trolejbusy okazały się trafionym rozwiązaniem, więc w 1952 r. linię trolejbusową wydłużono do Kantridy. Latem tego samego roku z ulic Rijeki zjechały ostatnie tramwaje, co dało impuls do dalszego rozwoju systemu trolejbusowego. W 1961 r. system osiągnął szczyt rozwoju po tym, jak uruchomiono nowe linie i zakupiono nowe trolejbusy jugosłowiańskiej marki Končar i szwajcarskiej Oerlikon. Jednak już w 1967 r. Miejski Komitet Ludowy, uzasadniając swoją decyzję tanią ropą naftową, przedstawił plan likwidacji systemu trolejbusowego i zastąpienia go autobusami. Mieszkańcy Rijeki protestowali przeciwko wycofaniu trolejbusów z ulic miasta, ale trolejbusy przestały kursować 16 sierpnia 1969 r.
Mimo likwidacji systemu miejski przewoźnik z Rijeki do dziś używa nazwy Autotrolej.